# Jorge Francisco Aguirre Sala
Jorge Francisco Aguirre Sala (Ciudad de México, 13 de octubre de 1960) es un filósofo, psicólogo, profesor e investigador mexicano.

## Biografía
Nació en la Ciudad de México el 13 de octubre de 1960, hijo de Ana Sala, una inmigrante catalana, y David Aguirre, de profesión fotógrafo. Obtuvo una licenciatura en filosofía por la Universidad Iberoamericana en 1982. Posteriormente realizó una maestría en filosofía por la Universidad Nacional Autónoma de México (UNAM) en 1987 y un doctorado en filosofía en la Universidad Iberoamericana en 1989, bajo la supervisión de Roberto Cruz Fuentes y Mauricio Beuchot. Realizó más tarde dos especializaciones postdoctorales en psicología terapéutica y psicología comunitaria, ambas en su alma mater.
Se de desempeña como profesor e investigador en la Universidad Autónoma de Nuevo León (UANL), donde está adscrito al Instituto de Investigaciones Sociales y es líder del cuerpo académico "Democracia y Sustentabilidad". De igual forma es parte del Sistema Nacional de Investigadoras e Investigadores Nivel II. Sus principales líneas de investigación son la Calidad de la democracia y la participación ciudadana a través de las democracias líquidas y electrónicas, las candidaturas independientes, las iniciativas legislativas, la rendición de cuentas societal, la capacidad de respuesta del Estado (responsiveness) e indicadores de gobernanza, gobierno abierto y digital. Así como los efectos sociales y políticos de la eclosión de la tecnología digital contemporánea.
Dentro del ámbito literario, se ha desempeñado como miembro revisor del consejo editorial de Transdisciplinar, una revista de ciencias sociales de la UANL. Es autor de múltiples libros sobre democracia, entre los que se destacan: La democracia líquida: Los nuevos modelos políticos en la era digital (2016), La capacidad de respuesta estatal a la voluntad ciudadana como indicador de gobernanza en la calidad de la democracia participativa (2020), y ¿Qué es la democracia electrónica? La transición política por la transformación digital de la democracia (2021). Cuenta con de más de 300 citas, por autores y tesistas, a sus artículos y libros publicados en México, Chile, Argentina, Uruguay, Brasil, Colombia, España, Alemania, Austria y Estados Unidos.

## Publicaciones seleccionadas

### Libros
- Aguirre Sala, Jorge Francisco (2011). Desde Los Hombros de Platón. Editorial Académica Española. ISBN 9783847353003.
- Aguirre Sala, Jorge Francisco (2016). La democracia líquida: Los nuevos modelos políticos en la era digital. Editorial UOC, S.L. ISBN 9788491166092.
- Aguirre Sala, Jorge Francisco; Infante Bonfiglio, José María; De Ita Rubio, Beatriz Liliana (2020). La capacidad de respuesta estatal a la voluntad ciudadana como indicador de gobernanza en la calidad de la democracia participativa. Ciudad de México: Colofón SA de CV. ISBN 9786076350386.
- Aguirre Sala, Jorge Francisco (2020). La revancha de los bastardos (Primeraición edición). Monterrey, Nuevo León: Universidad Autónoma de Nuevo León. ISBN 9786072712270.
- Aguirre Sala, Jorge Francisco (2021). ¿Qué es la democracia electrónica? La transición política por la transformación digital de la democracia. Tirant Lo Blanch: Tirant Lo Blanch. ISBN 9788413781648.